# Церковь Сурб Саркис (Феодосия)
Церковь Сурб Саркис (арм. Սուրբ Սարգիս — Святого Сергия) — средневековая армянская церковь в Феодосии. Во дворе церкви похоронен И. К. Айвазовский.

## История

### Строительство
Церковь была построена в 1330 году. Принадлежит Армянской апостольской церкви. Традиционно считается самым старым армянским храмом Феодосии.

### Средние века
В XIV — XVI веках Сурб Саркис был очагом армянского образованности и культуры.
При храме действовал один из самых больших на то время армянских скрипториев, развивалось искусство книжной миниатюры и гравюры. Тут творили известные художники, философы, поэты и историки: Симеон, Бабердеци, Степанос, Карнеци, Аветис, Аракел, Кристосатур, Авраменц.
Рукописи из скриптория Сурб Саркис хранятся в Национальной библиотеке Франции (Париж), библиотеках Aрмянского патриархата в Иерусалиме и армянских мхитаристов в Вене, фондах Матенадарана (29 рукописей с подписью Никогайоса Цахкарара (†1693), стих «История страны Крым» поэта XVIII века Мартироса Крымеци, рукописное Евангелие 1649 года).

### Новое и новейшее время
C 1811 года (с момента образования Феодосийского музея древностей) в церкви накапливались каменные плиты с надписями, которые послужили основой открытого в XX веке лапидария музея. В связи с подтоплением церкви осенью 1986 года экспонаты были перевезены в основное помещение музея.
В 1888 году церковь пострадала от пожара и была отремонтирована на средства её прихожанина — И. К. Айвазовского, который кроме прочего собственноручно расписал церковь. Жизнь знаменитого художника-мариниста была неразрывно связана с этим храмом — здесь его в 1817 году крестили, здесь он венчался, здесь же его отпевали и похоронили в церковной ограде в 1900 году. По завещанию Айвазовского церковь и приходская школа получили 50 000 рублей.
При советской власти в период 1965—1970 годов церковь реставрировалась. В 1970 году при постройке жилых домов на прилегающих территориях была разрушена древняя дренажная система, в результате чего храм стали подтоплять грунтовые воды, что привело к утрате остатков фресковой росписи. В конце 1980-х началась новая реставрация, продолжающаяся до сих пор (2015).
26 декабря 2023 года церковь пострадала в результате ракетного обстрела ВСУ Феодосийского морского порта (взрывной волной были выбиты несколько витражей).

## Описание

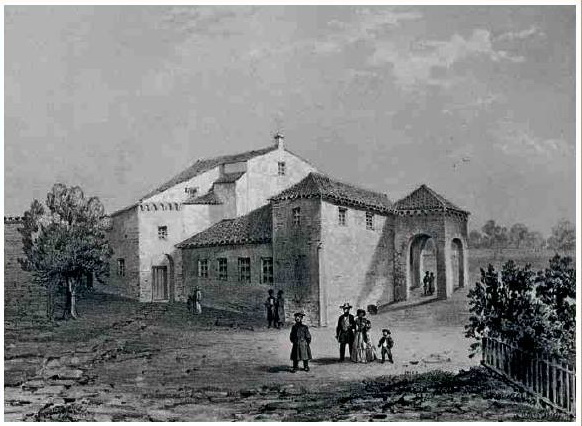
Храм на литографии В. О. Руссена из альбома Album historique et pittoresque de la Tauride Е. Ф. де Вильнёва, 1858, Париж

### Архитектура
Вследствие множества перестроек, Сурб Саркис отличается сложностью внутреннего плана и объемно-пространственным решением.
Центральная часть в плане прямоугольная, с тремя полукруглыми абсидами, алтарь ориентирован на восток. С запада широкая арка ведет к прямоугольному притвору. Помещение, прилегающее к центральной части с севера, состоит из двух частей: меньшей квадратной и большей трапециевидной. Бо́льшую часть объема храма завершают полукруглые своды на подпружных арках (кроме квадратной части северного помещения, перекрытого сводами с нервюрами).
Стены сложены из больших блоков известняка. Снаружи и внутри в них вмурованы мраморные и известняковые хачкары, некоторые из них значительно старее храма. Строительные швы тщательно затерты. Черепичная крыша двухскатная.
Вход в храм украшен двумя армянскими крестами. Над ним памятная плита с армянской надписью о том, что в 1888 году храм был отстроен после пожара на деньги, выделенные Айвазовским. Старинные ореховые двери церкви Сурб Саркис, разделенные на две части, находятся в залах Эрмитажа и Феодосийского краеведческого музея.

### Интерьер
Интерьер был расписан фресками, но даже те которые сохранились к XX веку были уничтожены в результате подтопления 1970 года. В алтаре сохранилась крестильная купель, украшенная резьбой по камню.

### Звонница
Перед церковью находится звонница, встроенная при реконструкции в 1888 году в сохранившуюся часть портала, образовывавшему ранее единое целое с храмом.
«Звонница-портал» XV века в армянско-малоазиатском стиле выполнена в виде беседки-кивория. Четыре массивных столба соединены стрельчатыми арками и перекрыты крестовым сводом. Фриз с южной и северной сторон украшен соединенными в пояс резными розетками.

### Кладбище
Рядом с церковью со средневековья хоронили самых достойных представителей армянской общины города. Здесь сохранилась надгробная плита художника-миниатюриста XVII века Никогайоса Цахкарара. У западной стены храма находятся склепы Айвазовского и его жены Анны Никитичны (†1944).

## Галерея

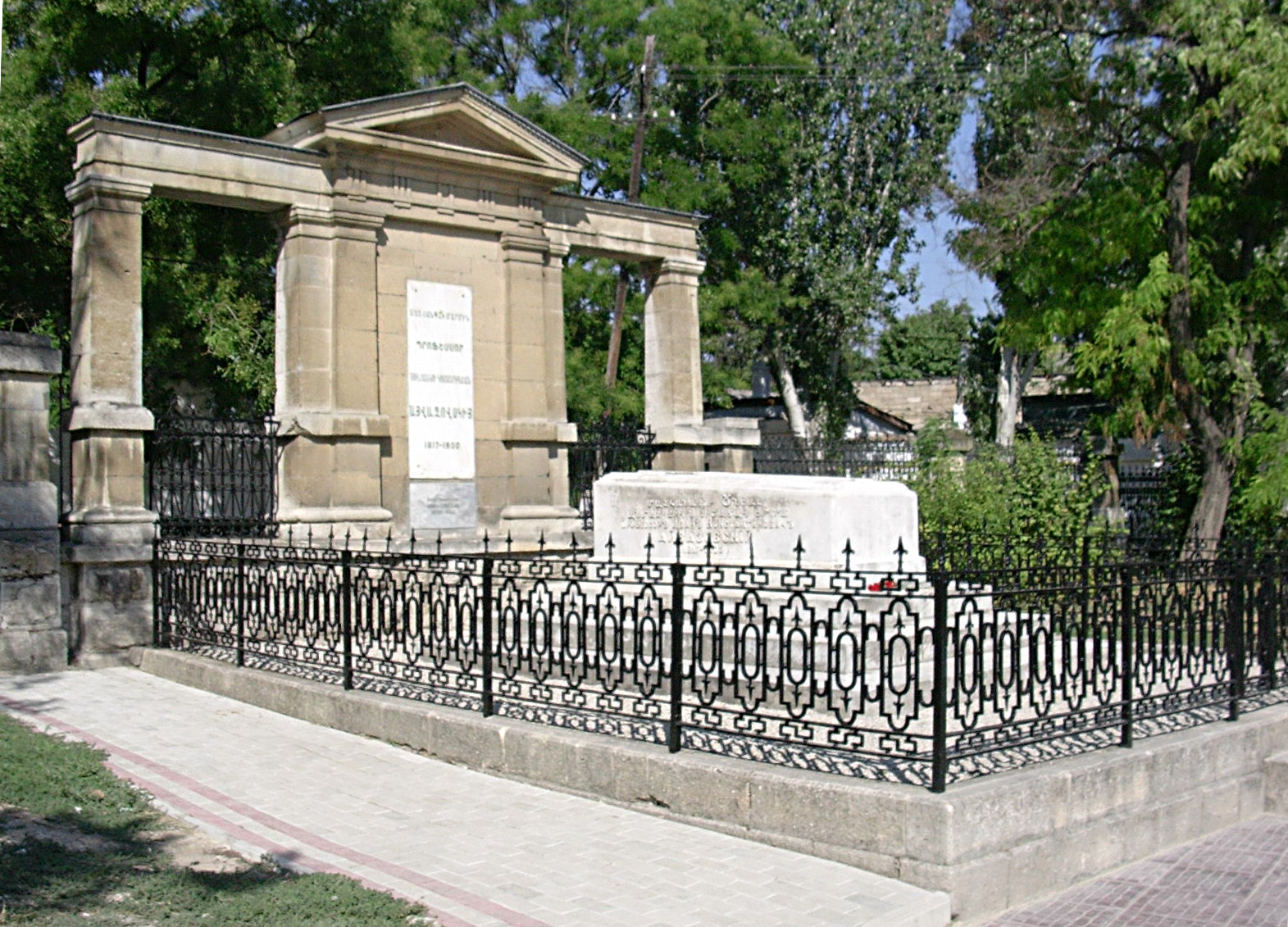
Могила Айвазовского
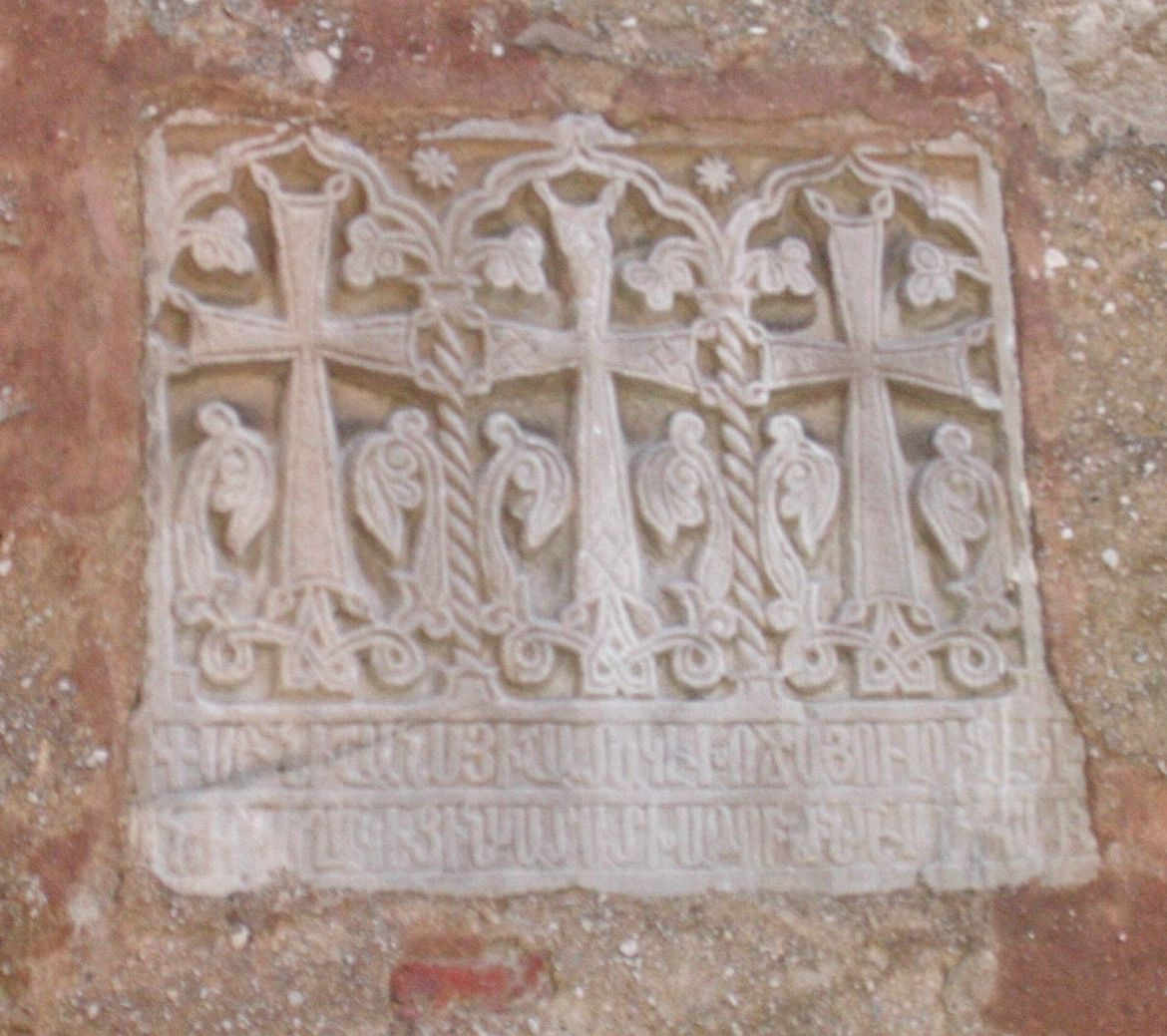
Вмурованный хачкар
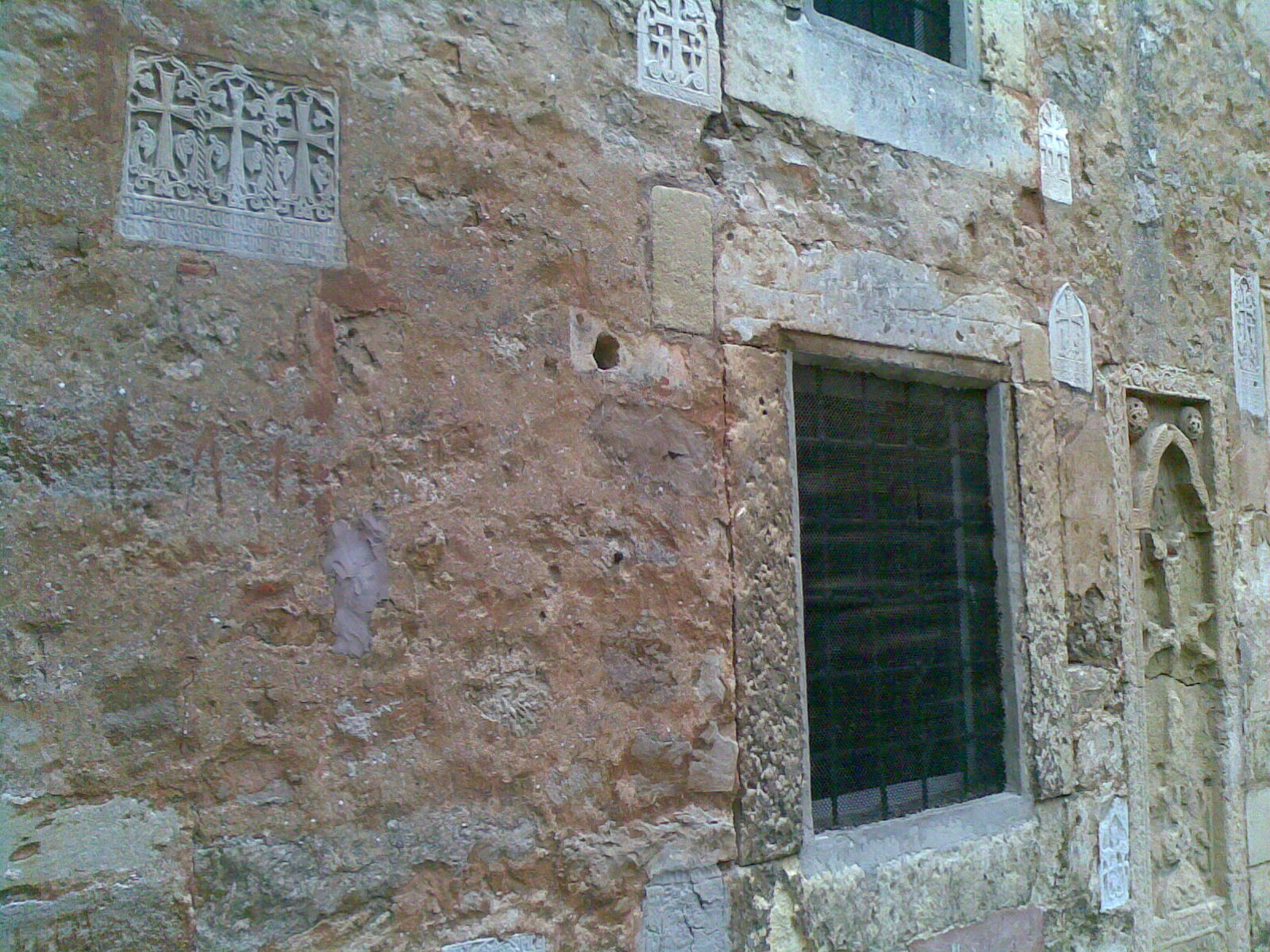
Стена храма